# Coberley
Coberley is een civil parish in het bestuurlijke gebied Cotswold, in het Engelse graafschap Gloucestershire met 351 inwoners.